# アシュラフ・ハリール
アシュラフ・ハリール（アラビア語：الملك الاشرف صلاح الدين خليل بن الملك المنصور قلاوون الألفي الصالحي　転写：al-Malik al-Ashraf Ṣalāḥ ad-Dīn Khalīl b. al-Malik al-Manṣūr Qalāwūn al-Alfī as-Ṣāliḥī, 1262年頃 - 1293年12月14日）は、エジプトのバフリー・マムルーク朝の第9代スルターン（在位：1290年 - 1293年）。即位名により略してアシュラフ・ハリール（الملك الاشرف خليل, al-Malik al-Ashraf Khalīl）とも呼ばれる。

## 生涯

### 即位以前

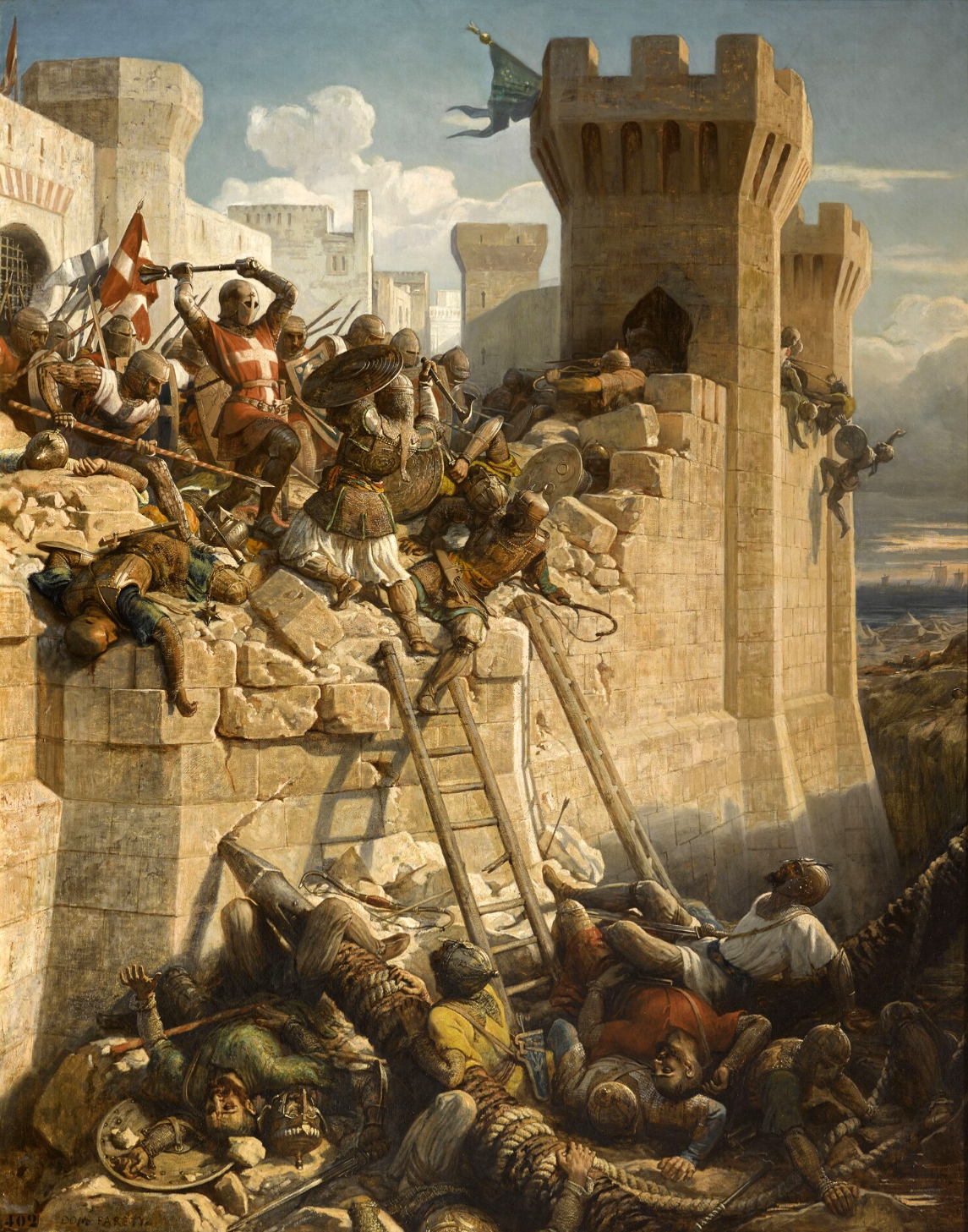
アッコンの攻防

父は第8代スルターンのマンスール・カラーウーンで、1290年にカラーウーンがエルサレム王国最後の拠点であるアッコン遠征の計画を立てたとき、スルターン代理としてカイロの留守を任された。父が後継者を決めずに急死するとマムルークたちによってスルターンに擁立されるが、即位のときに父カラーウーンの署名のない叙任書を投げ捨て、マムルークたちを威圧した。

### アッコン攻略
1291年4月5日に、父の悲願であるアッコンの包囲を開始した。ハリールがテンプル騎士団総長ギヨーム・ド・ボージューにあてた挑戦状にはキリスト教徒とフランク人への敵意が示されていた。ハリール自らが指揮するイスラームの軍は騎兵60000、歩兵160000、投石器92を投入、対する十字軍の兵数は3～40000、うち800が騎士で14000が歩兵、残りは巡礼者が動員された。
包囲から1週間は小競り合いが起きただけだったが、週末に攻城車を組み立て城内の兵士と城壁にそびえる守備の要「呪われた塔」を攻撃し、坑道を掘っての地下からの攻撃も試みた。5月4日にキプロス王アンリ2世がアッコンに到着、アンリ2世から講和の使節が派遣されると、攻撃を一時止める。会見はアッコンの「特使の門」で行われたが、ハリールは無条件降伏を要求して交渉は難航、会見中に十字軍兵士が独断で放った投石が交渉の場の近くに着弾するに及んで、交渉は決裂した。陥落の直前にド・ボージューが戦死、聖ヨハネ騎士団の総長ジャン・ド・ヴィリエは重傷を負った。5月18日金曜日にイスラーム軍はアッコン市内を占領、同日にアンリ2世はアッコンから脱出した。5月28日にテンプル騎士団員の立て籠もる騎士団本部を占領、アッコンを完全に陥落させた。包囲から攻略までの戦況は、戦争に従軍したハマーのアイユーブ朝王族アブ・アル＝フィダによって、『人類史綱要（Tarikhu 'l-mukhtasar fi Akhbari 'l-bashar）』に記録されている。
アッコン陥落後もなお独立を保っていたティルス、シドン、ベイルート、トルトーザは相次いで8月までにマムルーク朝に降伏、シリアの十字軍国家は全て滅亡した。

### 晩年
また、マムルーク朝への臣従を拒むヌビア北部のキリスト教国家マクリア王国に対しても圧力をかけた。マクリア王シマムーンはカラーウーンが傀儡として立てた二人の王を廃位して公然と敵対していたが、カラーウーン存命中は貢納を条件として王位を黙認されていた。ハリールの即位後にシマムーンが彼を侮って貢納を取りやめると、1291年にマクリアにアイバク・アルアフラムを指揮官とする軍を送り、シマムーンを追放して自らの息のかかった王を立てた。
ハリールはタランターイら自分の即位に反対的であった古参のマムルークを投獄あるいは処刑し、子飼いのチェルケス系マムルークを重用した。特に重用した二人のマムルーク、イブン・アッサルウースとバイダラは互いを陥れんとハリールに讒言し、処刑を恐れたバイダラは先手を打ってブヘイラ県のコウム・タルワジャで狩猟中のハリールを暗殺した。ハリールの遺体は2日の間現場に放置されたままであったが、タルワジャの長官によってカイロに送られ、埋葬された。